# Абельман, Николай Самуилович

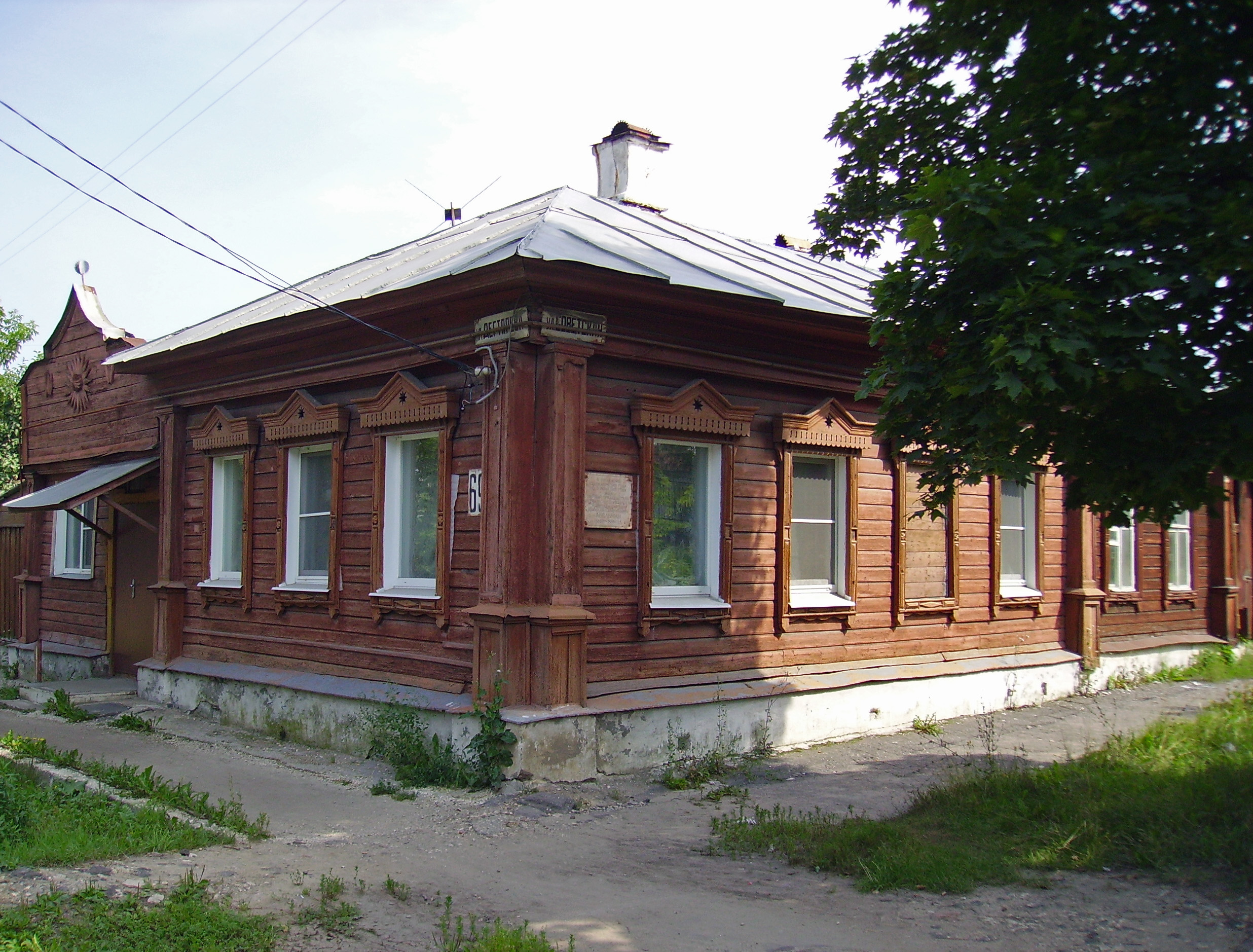
Дом Абельмана в Коврове

Никола́й Самуи́лович Абельма́н (7 (19) февраля 1887, Баку — 7 июля 1918, Москва) — российский революционер, участник Октябрьской революции, инженер.

## Биография

Могила Абельмана на Новодевичьем кладбище Москвы

Родился в семье крупного инженера-путейца Самуила Шоломовича (Соломоновича) Абельмана (1855, Двинск — 1913, Баку) и Евгении Осиповны Абельман. Племянник астронома Ильи Соломоновича Абельмана. В Баку семья имела огромный дом с садом, были слуги. В Баку же Самуил Абельман стал управляющим на крупном нефтяном промысле.
В 1914—1916 годах жил в Царицыне, где активно занимался общественной деятельностью. В 1916 году переехал в Ковров Владимирской губернии. С марта 1917 года являлся членом РСДРП(б), в мае того же года был назначен на должность председателя партии в городе Коврове. После революции — председатель Ковровского ВРК, с января 1918 года — председатель Ковровского совета. В июле 1918 был делегатом от Коврова на V Всероссийском съезде Советов. 
Утром 7 июля был убит в районе площади Покровской Заставы в ходе событий, связанных с восстанием левых эсеров. Эсеровский патруль из отряда Попова конфисковал автомобиль, в котором ехал Абельман, и ранил самого Абельмана, пытавшегося оказать сопротивление. После этого на Абельмана напали черносотенцы с криками «жид, жид, бей его!» — и Абельман был убит.
Изначально был похоронен на Дорогомиловском еврейском кладбище. Перезахоронен на Новодевичьем кладбище (2 участок, 31 ряд).

## Семья
Племянник — поэт и переводчик Евгений Храмов.

## Память
Площадь Покровская застава в Москве была переименована в площадь Абельмановская застава. От неё берёт начало Абельмановская улица, бывший Камер-коллежский (Покровский) вал. Одна из центральных улиц г. Коврова, отходящая к северу от железнодорожного вокзала, также носит имя Абельмана. Также в Коврове была переименована Бумаго-ткацкая и прядильная фабрика Треумова.
В пяти километрах к северо-востоку от Коврова находится санаторий им. Абельмана (бывшая дача купца Дунаева).

## Киновоплощение
- 1968 — «Шестое июля». В роли Николая Абельмана — Герман Коваленко